# Mia Murano
Mia Murano (limba japoneză: 邑野みあ/邑野未亜/Murano Mia, nascută 22 iulie 1986 in Otsu, Shiga, Japonia) este un model și o actriță.

## Filmografie

### Seriale TV
- Sensei, shiranaino? (1998)
- Saiko metorâ EIJI 2 (1999)
- Eien no ko (2000)
- Kikujirô to Saki (2001)
- Rinshô shinrishi (2002)
- Yankee bokô ni kaeru (2003)
- STAND UP!! (2003)
- Kotobuki Wars (2004)
- Rikon Bengoshi (2004)
- Seishun no mon: Chikuhô-hen (2005)

### Filme
- Karaoke (1998)
- Tomie: Re-birth (2001)
- Engawa no inu (2001)
- MAKOTO (2005)